# Рикмерс, Петер
Пе́тер Ри́кмерс (нем. Peter Rickmers; род. 12 ноября 1979, Гамбург) — немецкий кёрлингист.
В составе мужской сборной Германии участник зимних Олимпийских игр 2014 года, двух чемпионатов мира, двух чемпионатов Европы. Чемпион Германии среди мужчин. В составе юниорской мужской сборной Германии участник чемпионата мира.
В «классическом» кёрлинге (команда из четырёх человек одного пола) играл на позициях первого и второго.

## Достижения
- Квалификация на Олимпийские игры: золото в 2013 году в Фюссене (Германия).
- Чемпионат Германии по кёрлингу среди мужчин: золото (2013), серебро (2015).

## Команды
| Сезон                                        | Четвёртый      | Третий         | Второй         | Первый         | Запасной                              | Турниры                                                  |
| -------------------------------------------- | -------------- | -------------- | -------------- | -------------- | ------------------------------------- | -------------------------------------------------------- |
| 2000—01                                      | Кристофер Барч | Феликс Шульце  | Петер Рикмерс  | Stefan Hofmann | Ingmar Fritz тренер: Сабина Белькофер | ЧМЮ 2001 (8 место)                                       |
| 2005—06                                      | Кристофер Барч | Феликс Шульце  | Свен Гольдеман | Петер Рикмерс  |                                       |                                                          |
| 2006—07                                      | Кристофер Барч | Феликс Шульце  | Свен Гольдеман | Петер Рикмерс  |                                       |                                                          |
| 2007—08                                      | Кристофер Барч | Родгер Шмидт   | Петер Рикмерс  | Кристоф Даазе  |                                       |                                                          |
| 2008—09                                      | Кристофер Барч | Свен Гольдеман | Петер Рикмерс  | Кристоф Даазе  |                                       |                                                          |
| 2009—10                                      | Феликс Шульце  | Кристофер Барч | Свен Гольдеман | Петер Рикмерс  |                                       |                                                          |
| 2010—11                                      | Феликс Шульце  | Кристофер Барч | Свен Гольдеман | Петер Рикмерс  |                                       |                                                          |
| 2011—12                                      | Феликс Шульце  | Кристофер Барч | Свен Гольдеман | Петер Рикмерс  |                                       |                                                          |
| 2011—12                                      | Феликс Шульце  | Джон Яр        | Кристофер Барч | Свен Гольдеман | Петер Рикмерс                         | ЧЕ 2011 (7 место)                                        |
| 2011—12                                      | Феликс Шульце  | Джон Яр        | Петер Рикмерс  | Свен Гольдеман | Кристоф Даазе тренер: Мартин Байзер   | ЧМ 2012 (11 место)                                       |
| 2012—13                                      | Феликс Шульце  | Джон Яр        | Петер Рикмерс  | Свен Гольдеман |                                       | ЧГМ 2013                                                 |
| 2013—14                                      | Феликс Шульце  | Джон Яр        | Кристофер Барч | Свен Гольдеман | Петер Рикмерс тренер: Мартин Байзер   | ЧЕ 2013 (11 место) ЗОИ 2014 (10 место) ЧМ 2014 (8 место) |
| 2014—15                                      | Феликс Шульце  | Кристофер Барч | Петер Рикмерс  | Свен Гольдеман |                                       | ЧГМ 2015                                                 |
| 2015—16                                      | Феликс Шульце  | Кристофер Барч | Петер Рикмерс  | Свен Гольдеман |                                       |                                                          |
| Кёрлинг для смешанных команд (mixed curling) |                |                |                |                |                                       |                                                          |
| 2024—25                                      | Свен Гольдеман | Майке Беер     | Петер Рикмерс  | Polina Ehnes   |                                       | ЧМСК 2024 (19 место)                                     |

(скипы выделены полужирным шрифтом)